# Postcodes in Tsjechië
Postcodes in Tsjechië bestaan uit vijf cijfers, waarbij tussen het derde en vierde cijfer een spatie wordt gezet.

## Regio's
De postcodes volgen in grote lijnen de regio's van Tsjechië:
- 100 00 - 199 99 Praag
- 250 00 - 295 99 Midden-Bohemen
- 301 00 - 349 99 Pilsen
- 350 00 - 364 99 Karlovy Vary
- 370 00 - 399 99 Zuid-Bohemen
- 400 00 - 441 99 Ústí nad Labem
- 460 00 - 473 99 Liberec
- 500 00 - 572 99 Hradec Králové en Pardubice
- 580 00 - 595 99 Vysočina
- 600 00 - 698 99 Zuid-Moravië
- 700 00 - 749 99 Moravië-Silezië
- 750 00 - 769 99 Zlín
- 783 00 - 798 99 Olomouc